# Паштида
Паштида (мн. ч. паштидот) — традиционная еврейская выпечка, напоминающая заливной пирог или несладкую запеканку. Готовится чаще с овощами, но также с мясом, рыбой, сыром, грибами. Для начинки часто используются остатки недоеденных блюд.

## История и этимология
Вероятно, паштида происходит из рыбного и мясного пирога итальянских сефардов, который они готовили в раннем Средневековье. Рецепт был адаптирован ашкеназами, которые расселялись в Европе.
По словам кулинарного историка Гила Маркса, нехватка мяса в XV веке и дороговизна муки снизили популярность паштиды, и ситуация подтолкнула евреев на создание новых версий субботнего пирога. По мере продвижения на восток евреи-ашкеназы заменили его кугелем, который по сути представляет собой паштиду на основе лапши или картофеля. Евреи-сефарды продолжали печь небольшие пироги с мясной начинкой. Паштида пережила возрождение в первые десятилетия существования государства Израиль, и под своим обновленным названием «паштида» постепенно стала типичным блюдом для празднования Шаббата.
Академия языка иврит  предлагает несколько объяснений происхождения еврейского слова паштида — со звуком Ш. Согласно одной из них, известный толкователь Торы и Талмуда ребе Раши использовал это слово во Франции XI века для описания выпечки с мясной начинкой в трактате «Песахим»; возможно, это было производное от немецкого слова «pastete» — мясная выпечка, завернутая в тесто, наподобие французского pâté en croûte. Академия также добавляет, что это слово часто используется в галахической литературе.
Однако, по словам лингвиста Илона Гилада, это слово первым употребил раввин Натан Бен-Йехиэль из Рима, также живший в XI веке. Гил Маркс также упоминает об этом и поясняет, что средневековые евреи Испании ели большие пироги, называемые pastida, от латинского слова «pastillus» (что означает «маленький пирог» или «маленькая буханка»). Это слово вошло в иврит через ладино как «pastel», что означает маленькие жареные пирожки.
Термин «паштида» может также означать яичные пироги и пирог с заварным кремом, но распространенный израильский пирог без твёрдой корочки имеет корни в еврейских кухнях по всему миру. Как указывает Гил Маркс в «Энциклопедии еврейской еды», в Средние века пастида, как её тогда называли, уже была важным элементом субботней трапезы в европейских еврейских общинах.

## Приготовление
Первоначально пирог был сделан из двух слоев теста с начинкой. Паштида, вероятно, стала символом двойной порции манны небесной, предоставляемой израильтянам в пустыне на Шаббат, каждая из которых была помещена между двумя слоями росы. Начинкой обычно была баранина, а иногда и рыба, а в весенние и летние месяцы были популярны сыр и сезонные овощи.
В кулинарной книге «Как готовить во время войны?», вышедшей в 1942 году, для приготовления пирогов рекомендуется использовать остатки хлеба и каши. Есть рецепты из манной крупы или риса и лапши; сырная паштида предназначена для субботнего и праздничного меню.
Пирог можно приготовить из овощей (картофель, цветная капуста, брокколи, шпинат, кабачки, спаржа, томаты, кукуруза), грибов, мяса, творога, остатков риса и лапши. Обязательно использование большого количества яиц. Для создания жидкой консистенции используется кефир, сметана, йогурт. Паштидот можно испечь заранее или даже заморозить, и они подойдут как в качестве гарнира, так и в качестве самостоятельного блюда.